# Kejserliga Militärakademin (Japan)

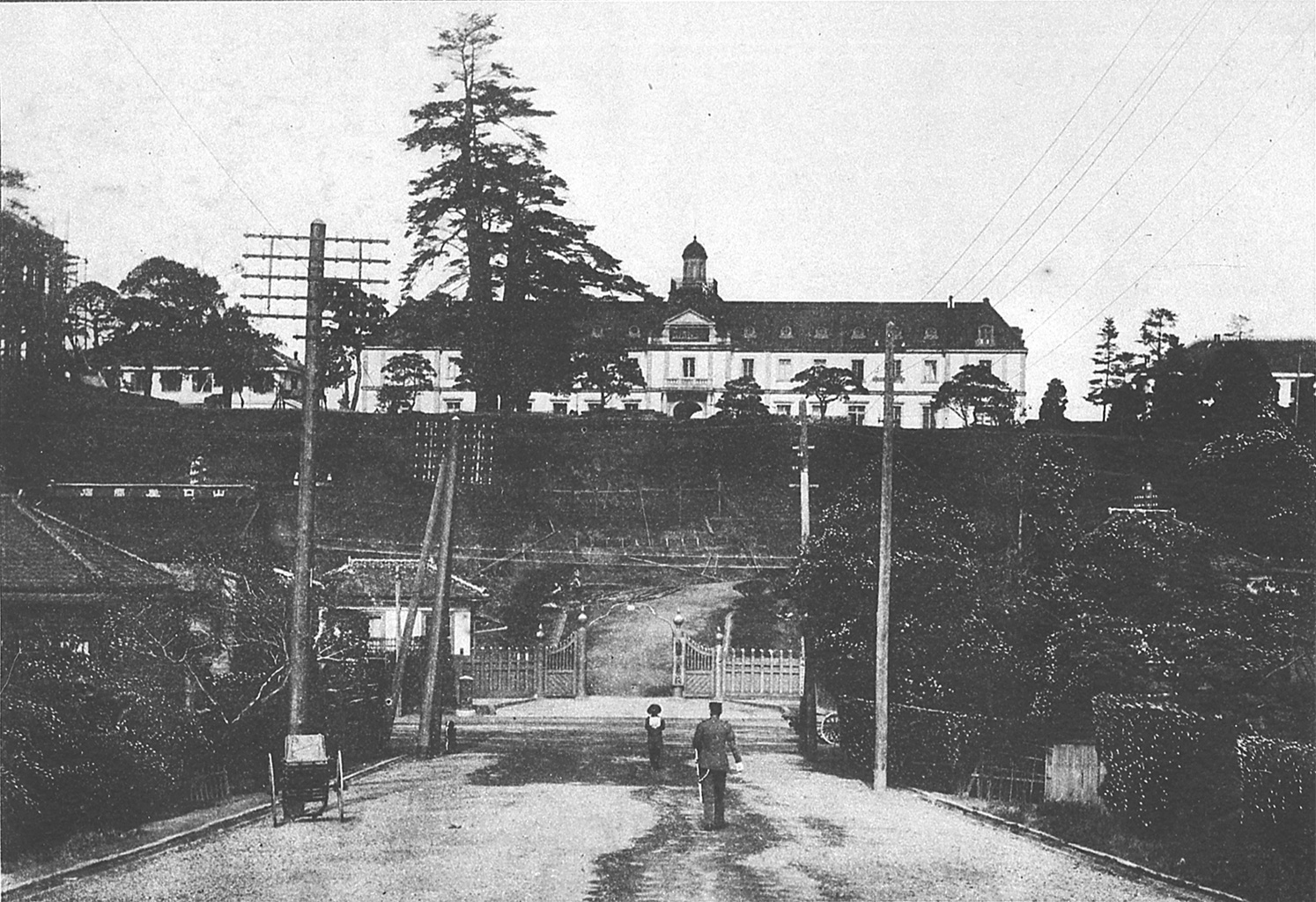
Militärakademin, 1907

Den japanska Kejserliga Militärakademin (japanska: 陸軍士官学校, Rikugun Shikan Gakkō) var den huvudsakliga akademin för träning av officerare inom den Japanska Armén. Den etablerades först som Heigakkō 1868 i Kyoto, officerakademin döptes om till den Kejserliga Militärakademin 1874 och flyttades till Ichigaya i Tokyo.